# Плашт
Плашт, огртач, омотач (ријеч грчког поријкла) . Плашт огрће или омотава.

## Вук Караџић о плашту
» плашт, плашта, м. (у Дубр.) der Mantel, palium, cf. кабаница, јапунџе.«

## Плаштеви
- Одјевни предмет - огртач без рукава којим се огрћу леђа и рамена, а носи се поврх осталог одијела или хаљине. Праоблик плашта је простран комад грубе тканине, животињске коже и сл. којим су људи од прадавних времена огртали голо тијело за одбрану од временских утицаја. У употреби је код свих народа свијета. У одјећи старих култура важио је као обиљежје достојанства, симбол владара (Египат, Асирија). У античкој Грчкој плашт је био редовна ношња (хлаина, хламида, химатион). Од Грка су плашт преузели Римљани (pallium, paludamentum, paenula, lacerna, sagum, toga). На оријенту плашт остаје и даље ознака владара. То његово важно обиљежје преноси се у средњем вијеку и у Европу гдје на дворовима од XIII до XV вијека често симбол части и моћи . У Француској краљеви дарују високе достојанственике плаштем у знак посебних привилегија. Већ од XIII вијека плашт улази и у женску грађанску одјећу као плашт за путовање за удате и старије жене. Као такав се одржао у женској моди све до XVIII вијека. У раскошно доба барока плашт је раширен у грађанском одјевању. Модификован се носи и током наредних вијекова. Поједини национални типови плаштева (Шпанија - пончо, Венеција - баута, код Арапа - бурнус) инспиришу женску моду током XVIII и XIX вијека, а антички тип плашта задржао се до данас у индијској ношњи – сари. Вијековима је задржао своје свечано обиљежје и у црквено – литургијској одјећи (бискупи у католичкој цркви носе плувијал, а православни свештеници мантију). Као симбол части, угледа и звања задржао се у одјећи ректора универзитета, судија, адвоката. У облику краћег или дужег гуња задржао се код Срба као пастирска и брђанска ношња.[1]

- У  зоологији, кожни набор на леђној страни тијела мекушаца.[1]

- У трговачко-правној терминологији, омотница за вриједносне папире (акције, мјенице, задужнице и др.), без које вриједносни папири немају пуноправну важност.[1]

- У геометрији, закривљена површина тијела (плашт или омотач купе, ваљка и др.).[1]